# Perianne Jones
Perianne Jones (Almonte, 18 febbraio 1985) è un'ex fondista canadese.

## Biografia
In Coppa del Mondo ha esordito il 10 dicembre 2005 a Vernon (45ª) e ha ottenuto il primo podio il 15 gennaio 2012 a Milano (3ª).
In carriera ha preso parte a due edizioni dei Giochi olimpici invernali, Vancouver 2010 (41ª nella sprint, 56ª nell'inseguimento, 15ª nella staffetta) e Soči 2014 (23ª nella sprint, 11ª nella sprint a squadre, 14ª nella staffetta), e a quattro dei Campionati mondiali (6ª nella sprint a squadre a Liberec 2009 e a Oslo 2011 i migliori risultati).

## Palmarès

### Coppa del Mondo
- Miglior piazzamento in classifica generale: 53ª nel 2013
- 2 podi (entrambi a squadre):
  - 2 terzi posti